# HD 124281
HD 124281，又名CD-2610163，SAO 182354、HR 5314，是一颗恒星，视星等为6.24，位于銀經324.74，銀緯32.77，其B1900.0坐标为赤經14h 7m 30s，赤緯-26° 32.77′ 33″。